# Radium (ソフトウェア)
Radiumとは、kjetismによって開発されているFLOSSのミュージックシーケンサー、オーディオモジュールトラッカー、デジタル・オーディオ・ワークステーション、ミュージックエディタである。フリーソフトではあるが、バイナリはデモ版のみであり、有料版でのみ通常版のアップグレードとダウンロード、及び公式サポートを受けることができる。

## 概要

### システム要件
Radiumはクロスプラットフォーム（Microsoft Windows、MacOS X、Linux）で開発されている音楽製作環境である。配布ライセンス形態はGPL 2.0である。ソフトウェア開発にはC++を用いてQtライブラリやGtkを使用している。
対応オペレーティングシステムは
- Microsoft Windows 7以降
- MacOS X11x86以降、MacOS X 12x64以降
- ・Linux　glibc2.27以降

### 特徴
グラフィカルユーザーインターフェイスはピアノロール、モジュラーマシンミキサー、パラメータのオートメーション、オーディオモジュールトラッカーインターフェース、マルチトラックシーケンシング機能を持つ。
ピアノロールを持つことによって視覚的に音高を判別することができ、モジュラーマシンミキサーを持つことによって音声信号の流れを表現し、パラメータのオートメーションによって視覚化し可読性を高め、オーディオモジュールトラッカーインターフェースによってキーボードによる入力作業の高速化と単純化を図っている。モジュラーマシンミキサーを持つことによってプラグインシステムの拡張性の高さを実現している。マルチトラックシーケンシング機能によって複数種のトラックに対し、MIDIシーケンスを平行で並べたり、オーディオを設置し重ね合わせ演奏させることができる。

## 機能
- オーディオとMIDIのマルチシーケンストラッカー
- ピッチ、ベロシティ、エフェクト、テンポのオートメーション
- グラニュラーシンセシス
- スクロール
- ピアノロール
- モジュラーマシンミキサーとミキサーによる分岐
- HDDレコーダー
- AU、LADSPA、LV2、VST及びVST3.0プラグインへの対応
- 組み込みインストゥルメントとエフェクタ
- PureDataの埋め込み（Linux版のみ）
- グラフィカルズーム機能
- PythonとSchemeによるスクリプト処理
- マルチコア処理サポート
- 無制限のアンドゥ/リドゥ